# Eurydice longipes
Eurydice longipes är en kräftdjursart som beskrevs av Jones 1971. Eurydice longipes ingår i släktet Eurydice och familjen Cirolanidae. Inga underarter finns listade i Catalogue of Life.